# Dan Lander
Dan Lander est un éditeur de musique indépendant, commissaire et artiste acousmatique canadien habitant Toronto. 
Il a produit la série d'émissions radiophoniques The Problem with Language pour la radio CKLN de Toronto, de 1987 à 1991. Il a également publié les livres Sound by Artists (1990) et Radio Rethink: Art, Sound and Transmission (1994).
Ses créations radiophoniques et acousmatiques ont été réalisées à partir de prises de sons captées dans le quotidien (phonographies), et ont été largement diffusées en Amérique du Nord et en Europe.

## Discographie partielle
- 1992 : City Zoo / Zoo City[1] chez Empreintes DIGITALes en 1992
- Destroy: Information Only (1991)
- Failed Suicide (1991)
- I'm looking at my hand (1990)
- Talking to a Loudspeaker (1988-90)
- Virtual Reality: The First Swim

## N&R
1. ↑  « Zoo, by Dan Lander », sur empreintes DIGITALes (consulté le 1er janvier 2024)